# Candid (carte)
Candid (cunoscută și sub denumirea de Candid sau optimsmul) este o carte de Voltaire.
Autorul descrie calătoriile lui Candid, adept al filosofiei optimismului, conform căreia aceasta este cea mai bună sau „optimă” din toate lumile posibile. Cartea este o satiră a filosofiei optimismului și, în general, a dezbaterilor filosofice și religioase interminabile care au dus la războaie destructive în secolul precedent (XVII). 
Fiecare întâmplare nefericită prin care trece îl face pe Candid să se întrebe cum așa ceva este posibil în „cea mai bună lume”. Un exemplu concret al celei mai bune dintre lumi este la fel de greu de găsit și de fabulous ca și ținutul El Dorado căutat de conchistadori. 
Tânărul călător și colegii lui ajung în final la concluzia că singurul mod de a face viața suportabilă este ca fiecare să își vadă de treabă și să nu încerce să demonstreze totul.  
„ Trebuie sa ne cultivăm grădina.”
Voltaire a avut o carieră diplomatică și în Candid are ceva interesant de spus despre oamenii și instituțiile din toate locurile prin care Candid călătorește: principatele germane, Olanda, Portugalia, America de Sud, Franța, Anglia, Veneția și Imperiul Otoman. Este menționat Rákóczi, fost principe al Transilvaniei, aflat la Constantinopol după revolta nereușită a maghiarilor aliați cu turcii și francezii împotriva Casei de Habsburg. 

## Rezumat
Candid este un tânăr german care se îndrăgostește de Cunégonde, fiica unui baron local din Westphalia, o provincie în principatele germane. Idila nu este privită bine de părinții domnișoarei și Candid este izgonit „cu șuturi în fund” de la castel. Flămând și singur, el este înrolat cu forța într-o armată. Reușește să fugă în Olanda, unde îl întâlnește pe Pangloss, tutorele lui de la castel în filosofia optimismului, pentru care Candid are o admirație desăvârșită, fiind „crescut să nu judece nimic el însuși”. Împreună cu Jaques, binefăcătorul lor comun, ei călătoresc spre Lisabona unde, într-un auto-da-fe, tutorele Pangloss este spânzurat și Candid biciuit. 
Candid o reîntâlnește pe Cunégonde la Lisabona și, după ce amândoi leșină de bucurie la vederea celuilalt, Candid îi ucide pe Marele Inchizitor și pe Don Issacar, doi stimați domni care o întrețineau pe Cunégonde într-o mică casă din afara orașului.
„Draga mea domnișoară, răspunse Candid, nu se știe ce poate face cineva îndrăgostit, gelos și care a fost biciut de Inchiziție.”
Candid și Cunégonde fug împreună cu bătrâna ei slujnică de încredere și se îmbarcă pe o corabie, în căutarea lumii optime în America de Sud. Guvernatorul provinciei Buenos Aires, Don Fernando d’Ibaraa y Figueroa etc. etc. care
„ …  vorbea cu un dispreț atât de nobil, își ținea nasul atât de sus, își proiecta vocea atât de autoritar, lua un ton atât de impozant și afecta o atitudine atât de superioră încât toți cei care îl întâlneau erau temptați să îl ia la bătaie...”
îl primește pe Candid. Candid trebuie însă să fugă împreună cu Cacambo, un valet trei-sferturi Indian, când o corabie cu cei care îl urmăresc ajunge în port. Ei fug în Paraguay, o privincie administrată de iezuiți, aflați acum în conflict cu regele Spaniei și Portugaliei. Fratele baron al lui Cunégonde este un colonel și un preot iezuit în Paraguay dar, după ce îl primește cu bucurie pe Candid, este ofensat că acesta vrea să se însoare cu Cunégonde, de viță mai nobilă. În conflictul care urmează Candid îl trece prin sabie și fuge mai departe în adâncul continentului. 
„Cei doi călători auziră câteva mici țipete care păreau sa fie feminine. Nu își puteau da seama dacă sunt țipete de durere sau bucurie… erau două tinere complet goale care fugeau prin poiană, urmărite de două maimuțe care le mușcau de fese. Candid, mișcat de milă și știind să tragă din armata facută cu „Bulgarii”, ridică pușca spaniolă cu două țevi pe care o avea, trage și omoară pe cele două maimuțe. „Dumnezeu să fie preaslăvit, dragul meu Cacambo, am scăpat de un mare pericol pe aceste sărmane creaturi! … Aceste domnișoare sunt posibil de familie bună, și aventura asta ne va adunce multe avantaje în acestă țară”… dar se opri mut, văzându-le pe cele două tinere îmbrățișând cu tandrețe pe cele două maimuțe moarte și rupând văzduhul cu plânsete de mare durere. „Nu mă așteptam să întâlnesc suflete atât de bune”, îi zise el într-un sfârșit lui Cacambo.”
Candid si Cacambo scapă prin perspicacitatea lui Cacambo de canibalii care îi prind ca urmare a acestui incident și ajung accidental, urmând cursul unui fluviu, în El Dorado, un mitic regat Inca din Peru. Acolo, întâmpină pe cei mai bine-crescuți oameni, cu cele mai bine organizate instituții și obiceiuri, trăind în belșug, în deplină pace și armonie, fără nici un interes pentru aurul sau pietrele prețioase pe care le au în abundență. Dar această cea mai pașnică, bine guvernată și ordonată dintre lumi, cu oameni virtuoși și fericiți, pe care Candid în sfârșit a găsit-o, are un defect, pentru că nu o conține pe Cunégonde. De aceea, el se hotărește să plece.
În colonia olandeză din Surinam, Candid vede un sclav mutilat, care îl face să își piardă momentan încrederea în filosofia optimismului. Este jefuit de un olandez fără scrupule și are de-a face cu un magistrat neprietenos. Se îmbarcă pe o corabie spre Franța după ce, în urma unui inedit concurs de nefericire, își alege ca companion de călătorie pe Martin, un fost tipograf, cu care filosofează pe durata voiajului, fără să ajungă la o concluzie. Odată ajunși în Franța, una din „oițele” (llama) lui Candid este făcută cadou Academiei de Științe din Bordeaux, care va acorda ulterior premiul pentru răspunsul la întrebarea „De ca lâna acestei oițe este roșie?” unui savant care 
„ … a demonstrat cu A plus B minus C împărțit la Z că lâna acestei oițe trebuie să fie roșie.”
Destinația lui Candid este Veneția, dar el face un detur prin Paris, de unde va pleca în grabă spre Anglia. Acolo asistă la execuția unui amiral, dar ajunge fără alte incidente la Veneția ceea ce îi redă temporar încrederea in filosofia optimismului. La Veneția întâlnește numeroși regi fără regat, veniți din toate colțurile Europei la Carnaval, și pe Pococurante, un nobil venetian, de care Candid este deosebit de impresionat:
„ Ce mare geniu este acest Pococurante! Nimic nu îl satisface!”
Cacambo nu este la Veneția împreună cu Cunégonde după cum era înțeles cu Candid și așteptarea îl face pe Candid să își piardă din nou încrederea. Dar Cacambo apare împreună cu noul lui stăpân și Candid află că Cunégonde este la Constantinopol. La Constantinopol Candid îi eliberează din sclavie de pe o galeră cu vâsle pe Pangloss, filosoful optimismului, care nu a murit deoarece călălul care l-a spânzurat în Portugalia era specializat pe ruguri, nu pe spânzurare, și pe fratele baron al Cunégondei, care a fost doar rănit de Candid în Paraguay. Cunégonde și bătrâna slujnică sunt și ele răscumpărate din serviciul principelui exilat Rákóczi, după ce Candid, când vede schimbarea lui Cunégonde
„ Se dă înapoi trei pași, după care avansează din bune maniere.”
Fratele continuă să se opună căsătoriei lui Candid cu Cunégonde și este trimis de micul grup la Roma. Candid și prietenii lui se stabilesc la o mică fermă din apropierea orașului, unde Martin ajunge la concluzia că omul este născut să sufere „convulsiile anxietății sau letargia plictiselii”. Pentru prima dată, Candid nu îl contrazice deși nu este de acord cu el și nu mai participă la discuțiile filosofice dintre Pangloss și Martin. 
Exemplul dervișului și al fermierului turc pe care îl întâlnesc pe drumul spre casă îl face pe Candid să decidă definitiv că nu va mai participa în viitor la discuții filosofice. Toți lucrează acum spre binele comun, fiecare după priceperea lui, pentru a  ține departe „plictiseala, viciul și necesitățile”.

## Impact
Filosofia era o parte esențială a educației unui cetățean în antichitate. Pentru că filolosofii se adresau atunci discipolilor, nu altor filosofi, ei trebuiau să folosească un limbaj simplu și să aibă un mesaj clar, cu un efect pozitiv. În contrast, dezbaterile filosofice și teologice indecise despre liberul arbitru au dus la conflicte sângeroase în Reformă și Contrarformă. 
Voltaire observă cum noi dezbateri au loc între clerici și filosofi. Un exemplu este deismul susținut de unii filosofi, care cred că Dumnezeu a creat lumea dar acum este indiferent, și tradiția creștină, conform căreia Dumnezeu este activ și prezent, oricând și oriunde, răspunzând fiecărui om care îl cheamă. 
Cartea este o satiră a filosofiei optimismul lui Leibniz, sumarizată în expresia „tot răul spre bine” și ceea ce Voltaire numește „mania de a insista că totul este bine când nu este deloc așa”. 
„ Când Înăltimea Sa Sultanul trimite o corabie în Egipt, este el preocupat dacă șoriceii de la bord sunt confortabili sau nu?”
Recomandarea lui Voltaire pentru cititor este de a nu se angaja din nou în dezbateri filosofice neproductive. Voltaire a fost un gânditor favorit al revoluționarilor francezi din 1789, care au considerat filosofia o disciplină secundară. Volumul de aproximativ 100 de pagini abundă în pasaje memorabile, în care autorul se exprimă concis și cu umor. Cartea continuă să aibă un impact puternic, în special în Franța. 
„ Să ne punem pe treabă și să încetăm să demonstrăm lucruri pentru că e singurul mod de a face viața suportabilă.”
„ Maestre, am venit să ne spui de ce un animal așa de straniu ca omul a fost creat? Ce te privește asta pe tine, răspunse dervișul, este asta treaba ta?”